# Finn (Star Wars)
Finn (anteriormente chamado de FN-2187) é um personagem fictício do universo Star Wars interpretado pelo ator John Boyega. Ele é um personagem principal do filme Star Wars: O Despertar da Força, aparecendo também pela primeira vez neste filme. FN-2187 é um stormtrooper da Primeira Ordem subordinado da Capitã Phasma que fica chocado com a crueldade envolvida em sua primeira missão e busca um meio de fugir. O nome Finn surge de seu encontro com o piloto da Resistência (Star Wars) chamado Poe Dameron que o batiza com o nome Finn.

## Escalação do ator e criação
Sobre receber o papel de Finn, Boyega disse, "Como qualquer outro ator, meu agente me chamou com uma oportunidade. E acontece que a oportunidade era simplesmente o papel principal em Star Wars. Eu encontrei J.J. pela primeira vez com Tom Cruise [numa sessão de regravação de diálogos para a série Missão Impossível]. E J.J. estava tipo, 'Eu adorei [o seu filme anterior] Attack the Block, e eu adoraria ter você em alguma coisa'. Imagine, na época todo mundo estava me dizendo isso. J.J. meio que botou isso para fora - 'É, é, vou colocar você em algo' - e voltou quatro anos depois com essa oportunidade incrível para mim."
O nome/código de Finn como stormtrooper, FN-2187, é uma referência ao número da cela em que a Princesa Leia fica presa durante a segunda metade de Star Wars Episódio IV: Uma Nova Esperança (1977)..

## Aparições

### O Despertar da Força
FN-2187 é um stormtrooper da Primeira Ordem servindo sob as ordens da Capitã Phasma, trinta anos após a vitória da Aliança Rebelde. Ele foi retirado de sua família quando ainda era muito jovem e passou a vida toda treinando para servir como soldado.
Ao participar a missão em Jakku para obter a informação sobre a localização de Luke Skywalker, ele fica chocado ao testemunhar seu pelotão executar um massacre de inocentes. FN-2187, desejoso para deixar a Primeira Ordem, pega o piloto da Resistência que foi capturado em Jakku e o ajuda a escapar pilotando um TIE fighter. Enquanto pilota, Poe apelida FN-2187 de "Finn", nome que se torna preferido de FN-2187 e pelo qual se refere no resto do filme. A nave deles é atingida e cai no deserto. Finn presume que Poe está morto pois não consegue encontrá-lo no meio dos destroços antes que eles afundassem na areia movediça, sem saber que ele tinha escapado.
Finn encontra o androide BB-8, no qual Poe colocou o mapa com a localização de Luke, com a coletora de sucata Rey. Rey assume que Finn seja parte da Resistência ao mencionar que BB-8 possui um mapa parcial para encontrar o Mestre Jedi Luke. Finn conta a BB-8 que ele não é da Resistência sem que Rey escutasse e pede para que revele a Rey a localização da base dele. Quando a Primeira Ordem consegue localizá-los, eles escapam na Millennium Falcon. Enquanto estão no espaço, o trio é capturado por um raio trator e colocado dentro de um cargueiro pilotado por Han Solo e Chewbacca, que estão procurando sua nave por anos depois que ela foi roubada. Eles escapam na Millennium Falcon e Rey acaba sendo capturada pela Primeira Ordem.
Finn vai até a base da Resistência, onde encontra a General Leia Organa, C-3PO e R2-D2 que está hibernando num modo de baixa energia desde que Luke desapareceu. Finn revela alguns detalhes sobre a base Starkiller. Ele diz que é capaz de desativar seus escudos. Ao chegar no planeta com a ajuda de Han e Chewbacca, Finn revela que ele trabalho na base na parte de saneamento. Finn força sua antiga superior, a Capitã Phasma, a desativar os escudos sob a mira de suas armas, permitindo que a Resistência apoiada pela Nova República ataque, liderados por Poe Dameron. Poe sobreviveu a queda em Jakku.
Depois que Han Solo é morto por Kylo, ele confronta Finn e Rey fora da base na floresta, dizendo que a luta deles ainda não acabou. Finn tenta enfrentar Ren com o sabre de luz do pai de Luke mas é mortalmente ferido. Rey então toma o lugar do Finn e vence Kylo. Rey escapa com Chewbacca na Millennium Falcon levando Finn. No final, Finn é mostrado vivo, mas sem consciência na base da Resistência.

## Controvérsias

### Racismo
O personagem foi alvo de reações racistas de alguns fãs na Internet, aos quais o ator John Boyega respondeu: "Eu não vou perder o sono por causa deles". Depois da estreia do primeiro trailer, Boyega respondeu aos críticos com "A quem isso possa causar preocupação... Se acostume" e depois ainda comentou que "Todos os filmes que tenho feito trazem nas entrelinhas um comentário sobre mentalidades estereotipadas. São sobre pessoas deixando um estado mental preconceituoso para perceberem, 'que merda, estamos vendo pessoas normais.'
Em resposta aos que tentaram boicotar o filme por causa de seu personagem, Boyega respondeu que "Sou orgulhoso de minhas origens, e nenhum homem pode tirá-las de mim. Eu não fui criado para temer pessoas com opiniões diferentes. Eles são meramente vítimas de uma doença em sua mente."